# 凌文 (明朝)
凌文（1426年—？），字從周，應天府上元縣人，明朝政治人物。進士出身。

## 生平
應天府鄉試第一百十名。天順元年（1457年）丁丑科會試第三十名，殿試登進士第三甲第八十六名。

## 家族
曾祖凌壽華。祖父凌珍。父亲凌子才。